# Косенко Анатолій Якович
Анатолій Якович Косе́нко (нар. 11 листопада 1915, Київ — пом. 5 січня 2007, Київ) — український радянський архітектор. Лауреат Сталінської премії за 1951 рік. Батько архітектора Юрія Косенка.

## Біографія
Народився 29 жовтня [11 листопада] 1915 року в місті Києві (нині Україна). 1941 року закінчив Київський інженерно-будівельний інститут. З того ж року працював в інституті «Київпроекті».
З 1960 року викладав у Київському інженерно-будівельному інституті. Помер у Києві 5 січня 2007 року.

## Споруди
нежитлові споруди у Києві
- стадіон «Спартак» (1949);
- комплекс споруд Інституту фізики АН УРСР на проспекті Науки, № 46 (1955, у співавторстві з Анатолієм Добровольським, С. Ходиком);
- готель «Москва» на вулиці Жовтневої революції, № 4 (1951—1961, у співавторстві з Анатолієм Добровольським, Авраамом Мілецьким, Борисом Приймаком, Вадимом Созанським, інженерами Л. Линовичем, О. Печоновим);
- кінотеатр «Україна» на вулиці Карла Маркса, № 5 (1959—1964, у співавторстві з Анатолієм Добровольським, Вадимом Созанським);
- комплекс споруд житлового масиву Нивки (1960—1964, у співавторстві Р. Балабан);
- дитячий табір авіаційного об'єднання у Кончі-Заспі поблизу Києва (1976—1984);

житлові будинки у Києві
- на вулиці Ярославській, № 32–34 (1948, у співавторстві з Петром Петрушенком);
- на вулиці Володимирській, № 69 (1950, у співавторстві з Анатолієм Добровольським, Вадимом Гопкалом);
- на вулиці Червоноармійській, № 63–67 (1953, у співавторстві з Григорієм Головком);
- на вулиці Цитадельній, № 20 (1955);

Також автор житлового будинку у місті Ніжині (1989).
|                   |                                     |                  |
| стадіон «Спартак» | Готель «Україна» (колишня «Москва») | Володимиська, 69 |